# Marko Neloski
Marko Neloski (mazedonisch: Марко Нелоски) (* 6. Juni 1996 in Struga) ist ein mazedonischer Handballspieler. Der Rechtshänder wird auf der Position Rückraum links eingesetzt.

## Karriere
In seiner Heimat Mazedonien gilt der 2,01 m große und 101 kg schwere Neloski als großes Talent seiner Sportart. Er lernte das Handballspielen beim RK Struga Ilinden und schloss sich später dem mehrmaligen mazedonischen Meister RK Metalurg Skopje an. Bereits mit 16 Jahren kam der Rückraumspieler dort zu seinen ersten Einsätzen im Männerbereich. Ab der Saison 2014/15 gehörte er fest zum Kader und bekam schon bald Einsatzzeiten in der Champions League und SEHA-Liga.
Im September 2017 verpflichtete Handball-Bundesligist TV Hüttenberg den Rechtshänder und lieh ihn im direkten Gegenzug bis zum Ende der Saison 2017/18 an den HSC 2000 Coburg aus. Ende Februar 2018 erlitt Neloski einen Kreuzbandriss und fiel bis Saisonende aus.

## Nationalmannschaft
Sein Debüt in der mazedonischen Nationalmannschaft gab Neloski bei der Weltmeisterschaft in Frankreich im Januar 2017 und wurde dort in allen sechs Partien eingesetzt.